# Apostolska nunciatura v Srednji Ameriki
Apostolska nunciatura v Srednji Ameriki je bilo diplomatsko predstavništvo (veleposlaništvo) Svetega sedeža v [[]], ki ima sedež v [[|]]; ustanovljena je bila 29. decembra 1908.

## Zgodovina
Nunciatura je bila ukinjena 30. septembra 1933, ko je bila razdeljana na naslednje samostojne nunciature:
- Apostolska nunciatura v Gvatemali
- Apostolska nunciatura v Hondurasu
- Apostolska nunciatura v Kostariki
- Apostolska nunciatura v Nikaragvi
- Apostolska nunciatura v Panami in
- Apostolska nunciatura v Salvadorju

## Seznam apostolskih nuncijev
- Giovanni Cagliero (1908 - 1915)
- Giovanni Battista Marenco (1917 - 1921)
- Angelo Rotta (1922 - 1925)
- Giuseppe Fietta (1926 - 1930)
- Carlo Chiarlo (1932 - 1941)